# Halcón (política)

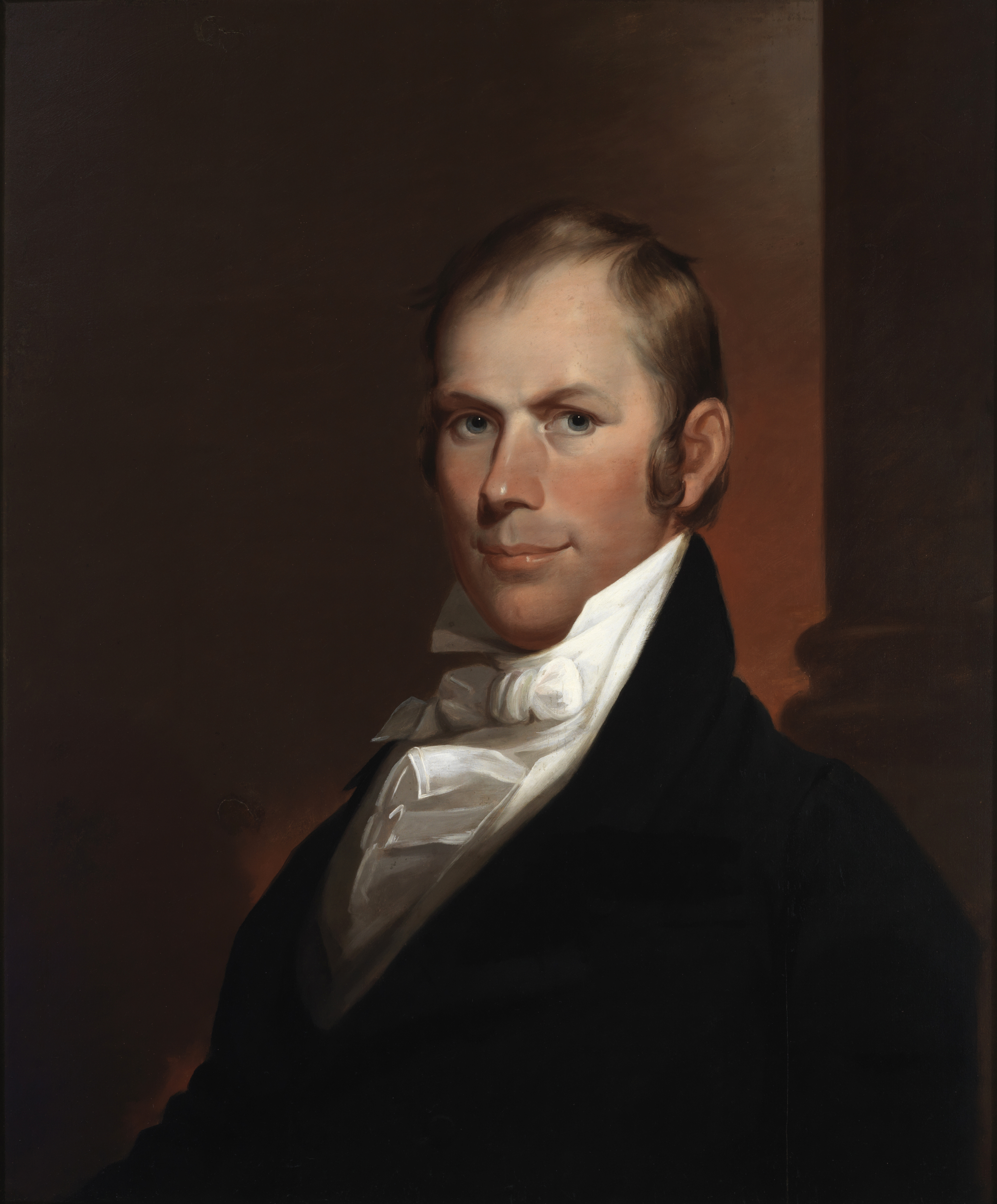
Henry Clay, un "espíritu guía" para los halcones del siglo XIX

En política se utiliza el sustantivo halcón (del inglés hawk o war hawk, por oposición a dove, paloma) para describir a una persona partidaria de iniciar conflictos armados o intensificar los ya existentes, en vez de intentar resolver los problemas mediante el diálogo u otros métodos no violentos. Los halcones son lo opuesto a las palomas, quienes abogan por negociaciones y acuerdos pacíficos para resolver disputas y consideran la guerra como algo que debe evitarse por todos los medios, a menos que sea absolutamente necesario. Los términos se derivan por analogía histórica con las aves del mismo nombre: los halcones son aves de presa (rapaces) que atacan sangrientamente a otros animales y se los comen, mientras que las palomas se alimentan de semillas y frutas y son un símbolo de paz.

## Grupo histórico
El término original war hawk se utilizó por primera vez en Estados Unidos en 1792 y frecuentemente se utilizaba para ridiculizar a los políticos que favorecían una política belicista en tiempos de paz. El historiador Donald R. Hickey halló 129 usos del término en diarios estadounidenses antes de fines de 1811, principalmente por parte de federalistas que criticaban la política exterior demócrata-republicana. Algunos demócrata-republicanos (así se denomina al más importante partido político de aquella época, antecesor de los actuales Partido Republicano y Partido Demócrata) contrarios a la guerra lo utilizaron, como el congresista por Virginia John Randolph de Roanoke. Nunca hubo una lista "oficial" de halcones (no es un término formal, y conlleva un cierto tono de burla). Como señala Hickey, «Los académicos difieren sobre quién (si es que hay alguien) debería ser clasificado como halcón».
Sin embargo, la mayoría de los historiadores usan el término para describir a una o 2 docenas de miembros del Duodécimo Congreso (1811-1813). El líder de esta facción era el Presidente de la Cámara de Representantes de los Estados Unidos, Henry Clay de Kentucky. John C. Calhoun, de Carolina del Sur, fue otro halcón notable. Ambos se convirtieron en actores importantes de la política estadounidense durante décadas, a pesar de no haber logrado ganar la presidencia. Otros hombres tradicionalmente identificados como halcones incluyen a Richard Mentor Johnson de Kentucky, William Lowndes de Carolina del Sur, Langdon Cheves de Carolina del Sur, Felix Grundy de Tennessee y William Wyatt Bibb de Georgia.

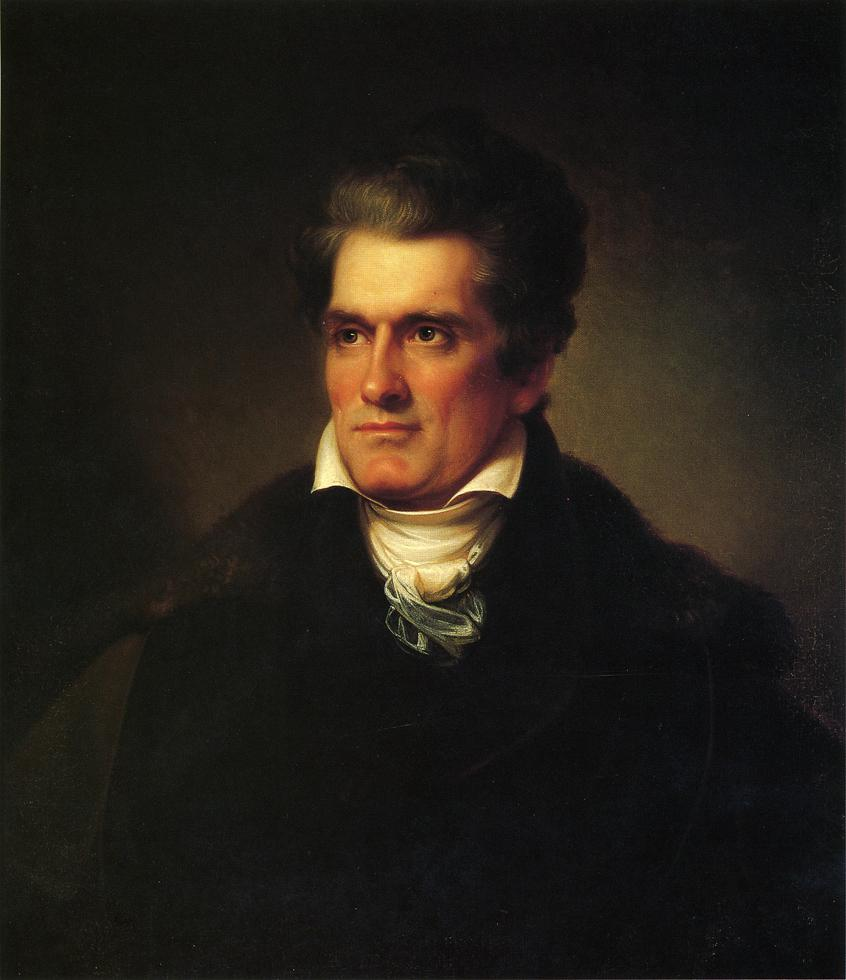
John C. Calhoun, otro político sureño famoso por sus posturas de halcón

El presidente James Madison estableció la agenda legislativa del Congreso, brindando a los comités de la Cámara de Representantes recomendaciones de políticas para ser presentadas como proyectos de ley en el pleno de la Cámara. Sin embargo, era considerado un "alma tímida", y trató de frenar el celo marcial de los halcones.

## Variaciones del término
Los derivados del término original inglés hawk incluyen chicken hawk (traducible como halcón cobarde), que se refiere a una persona que apoya la guerra, pero que anteriormente evitó el servicio militar (es decir, cobardía); y liberal hawk, halcón liberal (la palabra liberal tiene significados distintos; en Estados Unidos puede usarse para describir a una persona más bien de izquierdas, mientras que en Latinoamérica y Europa se emplea para calificar comportamientos más bien de derechas), una persona partidaria del liberalismo pasivo en la política interna, mientras que preconiza una política exterior militarista e intervencionista.
En el uso moderno estadounidense, "halcón" se refiere a un feroz defensor de una causa o política, como "halcón del déficit" (en este uso no es que la persona propugne altos déficits, sino todo lo contrario, la restricción del gasto público) o "halcón de la privacidad". Asimismo, puede referirse a una persona que propugna una política militar fuerte o agresiva, aunque no necesariamente una guerra abierta. En español también se emplea para distinguir a los partidarios de posiciones más extremas (ver por ejemplo Halcón y paloma en política monetaria).